# Hermannshagen (Radevormwald)
Hermannshagen ist eine Ortslage in der Stadt Radevormwald im Oberbergischen Kreis im nordrhein-westfälischen Regierungsbezirk Köln in Deutschland.

## Lage und Beschreibung
Der in das Stadtgebiet von Radevormwald übergegangene Ortsteil Hermannshagen liegt im Nordosten des Stadtzentrums von Radevormwald an der Einmündung der Hochsteinstraße in die Uelfestraße. An den Ortsnamen erinnert der westlich der Hochsteinstraße verlaufende Herrmanshagener Bach.
Nachbarorte waren Kotten, Mermbach und bis 1913 die Stadt Radevormwald.

## Geschichte
„Hermanshagen“ lag in einem durch Freipfähle markierten Gebiet vor der Stadt. In der Karte Topographische Aufnahme der Rheinlande von 1825 ist der Ort mit Namensnennung verzeichnet. Bereits die Preußische Uraufnahme von 1840 bis 1843 sowie die nachfolgenden jüngeren topografischen Karten nennen keine Ortsbezeichnung mehr. Die Bebauungsgrenze der Stadt Radevormwald reicht 1921 bis an die Ortslage von Hermannshagen heran.
In der Statistik und Topographie des Regierungsbezirks Düsseldorf von 1836 werden 1832 für Herrmansshagen zwei Wohnhäuser und  fünfzehn Einwohner angegeben.